# Yada'il Dharih I
Yada'il Dharih I (sabeo ydʿʾl ḏrḥ), figlio di Sumuhu'ali, è stato un Mukarrib sabeo. Hermann von Wissmann colloca il suo regno intorno al 660 a.C., mentre Kenneth A. Kitchen indica il 490-470 a.C.
Yada'il Dharih è ricordato in una serie di iscrizioni palaziali come costruttore di vari edifici. La sua più importante costruzione è stato forse il Tempio Awwam, alla periferia della capitale di Ma'rib. Inoltre ha fatto erigere un tempio ad Almaqah alla periferia di Sirwah, così come il muro di cinta del tempio di al-Masashid, a 27 km a sud di Ma'rib. Alcune altre iscrizioni fanno riferimento a un luogo o a un edificio chiamato Murad. È inoltre possibile che si riferisca a lui un'iscrizione che cita la costruzione di una torre a Sirwah.
Suo figlio e successore fu Sumuhu'ali Yanuf I.